# Playa de Puente Sampayo
La playa de Puente Sampayo o playa de Fontaíña es una playa gallega situada en el municipio español de Pontevedra, en la provincia de Pontevedra. Es una playa marítimo-fluvial semiurbana con una longitud de 150 metros.

## Localización y acceso
La playa está situada en la parroquia pontevedresa de Puente Sampayo en la margen derecha del río Verdugo, en su desembocadura, a unos 500 metros de la ría de Vigo y a 10 kilómetros del centro de la ciudad de Pontevedra. 
Se encuentra a 150 metros del puente medieval de Puente Sampayo en la zona conocida como A Xunqueira. Es fácilmente accesible a pie y en coche. Las carreteras más cercanas son la PO-264 y la N-550.

## Descripción
Es una playa casi rectilínea, situada en un entorno semiurbano. Se trata de una playa catalogada como marítimo-fluvial de arena blanca y arena grava.
Es una zona de aguas tranquilas  sin oleaje. La playa cuenta con aseos, duchas, lavapiés,  servicio de socorrismo, papeleras,  zona infantil de juegos, zona verde, merendero y un chiringuito.  El horario del servicio de socorrismo es de 12:30 a 20:30 horas.
Tiene un aparcamiento con una capacidad para un máximo de 100 vehículos. La calidad del agua es excelente.
Se ha proyectado una ampliación de la playa en el futuro, con un espigón, dos embarcaderos y más zonas verdes y de estancia, ganando 2,5 hectáreas de terreno. El ámbito de la playa será más del doble del actual.